# Cantón Latacunga
Cantón Latacunga är en kanton i Ecuador.   Den ligger i provinsen Cotopaxi, i den centrala delen av landet, 80 km söder om huvudstaden Quito. Antalet invånare är 143 979. Arean är 1 377 kvadratkilometer.
Terrängen i Cantón Latacunga är bergig västerut, men österut är den kuperad.